# Slowenische Eishockeyliga 1993/94
Die Saison 1993/94 war die dritte Austragung der slowenischen Eishockeyliga nach der Unabhängigkeitserklärung Sloweniens von Jugoslawien. Sie wurde mit sieben Mannschaften ausgetragen. Titelverteidiger und auch neuer Meister war der HK Jesenice.

## Teilnehmerfeld und Modus
Das Teilnehmerfeld aus dem Vorjahr wuchs mit dem Hinzukommen des HDK Stavbar Maribor von sechs auf sieben Mannschaften an. Nachdem in der Saison 1992/93 nur der HK Jesenice an der internationalen Alpenliga teilgenommen hatte, zog sich auch dieser in der Saison 1993/94 aus der Liga zurück, sodass diese Spielzeit ohne slowenische Beteiligung absolviert wurde.
Die slowenische Meisterschaft startete mit einem Grunddurchgang in Form einer einfachen Hin- und Rückrunde. Nach diesen zwölf Spielen je Mannschaft wurde das Teilnehmerfeld in zwei Gruppen zu vier bzw. drei Mannschaften geteilt. Die besten vier Teams spielten eine weitere Hin- und Rückrunde gegeneinander, die drei Mannschaften auf den Rängen fünf bis sieben, spielten eine doppelte Runde. Die erzielten Punkte wurden zur bisherigen Tabelle addiert.
Es folgten die Playoffs mit Halbfinale und Finale im Modus Best of Seven. Ebenso wurden Serien um den dritten und fünften Rang ausgetragen.

## Grunddurchgang
Nachdem der HK Celje bereits in den beiden ersten Austragungen der Liga eine stetig steigende Form bewiesen hatte, gelang es der Mannschaft im dritten Anlauf, sich punktegleich mit dem gewohnt starken HDD Olimpija Ljubljana an der Tabellenspitze zu platzieren. Der amtierende Meister aus Jesenice kämpfte zunächst mit einem Formtief, erreichte aber dennoch den dritten Rang. Erneut enttäuschend verlief die Saison für den HK Slavija Ljubljana, der erneut im Grunddurchgang kein Spiel gewinnen konnte.
| Platz | Team                   | Punkte | Spiele | S  | U | N  | Tore   | TVH  |
| ----- | ---------------------- | ------ | ------ | -- | - | -- | ------ | ---- |
| 1     | HK Celje               | 21     | 12     | 10 | 1 | 1  | 108:32 | +76  |
| 2     | HDD Olimpija Ljubljana | 21     | 12     | 10 | 1 | 1  | 110:33 | +77  |
| 3     | HK Jesenice            | 17     | 12     | 8  | 1 | 3  | 97:39  | +58  |
| 4     | HK Bled                | 13     | 12     | 6  | 1 | 5  | 85:48  | +37  |
| 5     | HK Triglav             | 8      | 12     | 4  | 0 | 8  | 51:95  | −44  |
| 6     | HDK Stavbar Maribor    | 3      | 12     | 1  | 1 | 10 | 33:136 | −103 |
| 7     | HK Slavija Ljubljana   | 1      | 12     | 0  | 1 | 11 | 17:118 | −111 |

### Zwischenrunde
Die Platzierungen des Grunddurchgangs blieben auch in der Zwischenrunde unverändert. Ljubljana konnte sämtliche Spiele gewinnen und so einen deutlichen Vorsprung herausspielen. Dem HK Slavija gelangen in der unteren Gruppe die beiden ersten Saisonsiege.
| Obere Gruppe | Obere Gruppe           | Obere Gruppe | Obere Gruppe | Obere Gruppe | Obere Gruppe | Obere Gruppe | Obere Gruppe | Obere Gruppe |
| Platz        | Team                   | Punkte       | Spiele       | S            | U            | N            | Tore         | TVH          |
| ------------ | ---------------------- | ------------ | ------------ | ------------ | ------------ | ------------ | ------------ | ------------ |
| 1            | HDD Olimpija Ljubljana | 33           | 18           | 16           | 1            | 1            | 149:55       | +94          |
| 2            | HK Celje               | 28           | 18           | 14           | 0            | 4            | 97:64        | +33          |
| 3            | HK Jesenice            | 25           | 18           | 12           | 1            | 5            | 138:62       | +76          |
| 4            | HK Bled                | 16           | 18           | 8            | 0            | 10           | 113:74       | +39          |

| Untere Gruppe | Untere Gruppe       | Untere Gruppe | Untere Gruppe | Untere Gruppe | Untere Gruppe | Untere Gruppe | Untere Gruppe | Untere Gruppe |
| Platz         | Team                | Punkte        | Spiele        | S             | U             | N             | Tore          | TVH           |
| ------------- | ------------------- | ------------- | ------------- | ------------- | ------------- | ------------- | ------------- | ------------- |
| 5             | HK Triglav          | 20            | 20            | 10            | 0             | 10            | 89:120        | −31           |
| 6             | HDK Stavbar Maribor | 11            | 20            | 5             | 1             | 14            | 62:173        | −111          |
| 7             | HK Slavija          | 8             | 20            | 4             | 0             | 16            | 69:161        | −92           |

### Topscorer des Grunddurchgangs
| Platz | Spieler              | Team     | G  | A  | Pts |
| ----- | -------------------- | -------- | -- | -- | --- |
| 1     | Trevor Jobe          | Olimpija | 80 | 42 | 122 |
| 2     | Pavel Kadykow        | Jesenice | 41 | 47 | 88  |
| 3     | Colin Patterson      | Olimpija | 31 | 50 | 81  |
| 4     | Mikhaïl Anfiorow     | Bled     | 47 | 29 | 76  |
| 5     | Tomaž Vnuk           | Celje    | 50 | 23 | 73  |
| 6     | Vladimir Leonov      | Triglav  | 37 | 32 | 69  |
| 7     | Sergei Powecherowski | Celje    | 38 | 30 | 68  |
| 8     | Ildar Rahmatuljin    | Jesenice | 42 | 25 | 67  |
| 9     | Toni Tišlar          | Olimpija | 29 | 36 | 65  |
| 10    | Rok Rojšek           | Celje    | 28 | 37 | 65  |

## Playoffs
In den Playoffs kristallisierte sich schnelle eine Neuauflage des Finales der beiden letzten Jahre heraus, da sowohl der HK Jesenice als auch der HDD Olimpija Ljubljana im Halbfinale ohne größere Probleme ihre Gegner besiegen konnten. Die Finalserie lief erneut über die volle Distanz. Laibach konnte zwar drei Siege in Folge aufweisen, scheiterte aber in den drei letzten Begegnungen immer wieder an der Verwertung des Matchpucks. Der HK Jesenice verteidigte seinen Titel schließlich erfolgreich im letzten Spiel auf fremdem Eis.

### Halbfinale
- HDD Olimpija Ljubljana (1) – HK Bled (4): 4:0 (7:1, 8:5, 3:2, 4:1)
- HK Celje (2) – HK Jesenice (3): 1:4 (4:5, 4:3, 3:5, 3:4, 4:7)

### Finale
- HDD Olimpija Ljubljana (1) – HK Jesenice (3): 3:4 (3:5, 6:2, 3:0, 6:4, 5:2, 6:2, 2:3)

### Serie um Platz drei
- HK Celje (2) – HK Bled (4): 4:3 (4:3, 3:4, 4:5, 5:1, 7:2, 3:4, 3:1)

### Serie um Platz fünf
- HK Triglav (5) – HDK Stavbar Maribor (6): 2:0 (8:5, 5:4)

### Playoff-Topscorer
| Platz | Spieler              | Team     | G  | A  | Pts |
| ----- | -------------------- | -------- | -- | -- | --- |
| 1     | Trevor Jobe          | Olimpija | 10 | 12 | 22  |
| 2     | Sergei Powecherowski | Celje    | 7  | 11 | 18  |
| 3     | Tomaž Vnuk           | Celje    | 13 | 4  | 17  |
| 4     | Pavel Kadykow        | Jesenice | 10 | 7  | 17  |
| 5     | Ildar Rahmatuljin    | Jesenice | 9  | 7  | 16  |

## Kader des slowenischen Meisters
| Slowenischer Meister HK Jesenice | Torhüter: Sergei Drosdow, Klemen Mohorič, Mohor Razinger, Bojan Škrjanc Verteidiger: Elvis Bešlagič, Tom Jug, Marjan Kozar, Boris Kunčič, Drago Mlinarec, Murajica Pajič, Dejan Varl, Borut Vukčevič Angreifer: Igor Belyayevski, Enes Crnovič, Pavel Kadykow, Matjaž Kopitar, Matjaž Mahkovic, Bostjan Omerzel, Sašo Pretnar, Ildar Rahmatuljin, Andrej Razinger, Peter Rožič, Jure Smolej, Marko Smolej, Simon Smolej, Aleš Sodja Cheftrainer: Sergei Borissow |

## Meisterschaftsendstand
1. HK Jesenice
2. HDD Olimpija Ljubljana
3. HK Celje
4. HK Bled
5. HK Triglav
6. HDK Stavbar Maribor
7. HK Slavija Ljubljana